# Da giungla a giungla
Da giungla a giungla (Jungle 2 Jungle) è un film del 1997 diretto da John Pasquin, remake del film francese Un indiano in città di Hervé Palud del 1994.

## Trama
Michael Cromwell è un economista che vive a New York insieme alla futura moglie Charlotte, una nota stilista. Per sposarla però Michael deve divorziare dalla prima moglie Patricia che lo ha lasciato diversi anni prima e che ora vive in una tribù indigena del Venezuela. Raggiunto il villaggio, Michael scopre di avere un figlio, Mimi-Siku, tredicenne, nato poco dopo la separazione.
Una sera Michael assiste al rito di passaggio di Mimi-Siku che, secondo la tribù, è diventato un uomo: al ragazzo viene affidato una missione dal capotribù, ossia portare il fuoco della statua della Libertà. Per ottemperare a tale missione, Michael dovrebbe condurre il figlio nella sua città, ma inizialmente si rifiuta, provocando delusione in Mimi-Siku. Successivamente padre e figlio prendono un volo per New York, dove Michael lo presenta al suo collega Richard e a Charlotte, disgustata dal suo atteggiamento e dai suoi pochi vestiti che ha. Durante la permanenza nella grande città, Mimi indossa infatti i suoi vestiti tradizionali, ma deve adattarsi agli usi e costumi di New York e ciò che è accettato nella sua tribù, nella società non lo è.
Mimi-Siku raggiunge la statua della Libertà da solo, dopo che Michael gli aveva promesso di portarvici, ma scopre con dispiacere che il fuoco è finto e che quindi non può portare a termine la missione affidatagli.
Michael porta il figlio a casa di Richard e della sua famiglia, dove Mimi conosce Karen, la figlia, di cui si innamora. Di notte i due ragazzi si incontrano vicino a uno stagno e si scambiano un bacio amoroso. Richard, la mattina dopo, li trova addormentati su un'amaca e si adira poiché non approva il gesto, oltre al fatto che il giorno prima Mimi aveva cucinato i suoi pesci dell'acquario su un falò acceso in giardino. Decide così di mandare Karen in un campo estivo, mentre in quell'istante arriva Michael e insieme scoprono che Alex Jovanovic, un esponente della mafia russa, sta raggiungendo la casa di Richard per vendicarsi di quello che crede un imbroglio in un affare alla quale i due colleghi hanno partecipato. In soccorso arriva Mimi-Siku che fa fuggire Alex e i suoi uomini grazie all'aiuto della sua tarantola "domestica" Maitika.
Mimi sta per tornare nella foresta amazzonica, ma prima di partire, Michael gli regala un telefono e un accendino a forma di statua della Libertà, utile per completare la missione; in cambio riceve una cerbottana e dei dardi soporiferi per esercitarsi a colpire le mosche.
Passato del tempo, Michael si rende conto che tra lui e Charlotte il rapporto non può funzionare, perciò fa ritorno al villaggio amazzonico dove incontra Patricia e Mimi-Siku, portandosi anche Richard e tutta la sua famiglia.

## Distribuzione

### Data di uscita
Le date di uscita internazionali nel corso del 1997 sono state:
- 7 marzo negli Stati Uniti d'America (Jungle 2 Jungle)
- 21 maggio a Singapore
- 23 maggio nel Regno Unito
- 31 maggio nella Corea del Sud
- 6 giugno in Turchia (Çilgin ve vahsi)
- 19 giugno in Australia, Ungheria (Dzsungelből dzsungelbe) e nei Paesi Bassi
- 4 luglio in Polonia (Z dzungli do dzungli), Brasile (Meu Filho das Selvas) e Portogallo (Um Índio na Metrópole)
- 9 luglio in Belgio
- 15 luglio in Spagna (De jungla a jungla)
- 24 luglio in Germania (Aus dem Dschungel, in den Dschungel) e nella Nuova Zelanda
- 5 settembre in Estonia
- 10 settembre nel Kuwait
- 26 settembre in Svezia (Djungel till djungel)
- 7 febbraio 1998 in Giappone
- 25 febbraio 1998 in Argentina (De jungla a jungla)
- 5 agosto 1998 in Francia (Un Indien à New York)